# Hide Your Sheep Tour
Hide Your Sheep Tour – piąta trasa koncertowa zespołu Van Halen promująca płytę Diver Down. Trasa oficjalnie rozpoczęła się 14 lipca 1982. W sumie trasa objęła 104 koncerty.

## Załoga
Członkowie zespołu: David Lee Roth, Eddie Van Halen, Alex Van Halen, Michael Anthony.

## Daty i miejsca koncertów

### Ameryka Północna (USA)
- 14 lipca, 1982: Augusta, GA – Augusta -Richmond Civic Coliseum
- 16 lipca, 1982: Greensboro, NC – Greensboro Coliseum
- 17 lipca, 1982: Charlotte, NC – Charlotte Coliseum
- 18 lipca, 1982: Columbia, SC – Carolina Coliseum
- 20 lipca, 1982: Knoxville, TN – Knoxville Civic Coliseum
- 22 lipca, 1982: Birmingham, AL – Birmingham Jefferson Civic Complex
- 23 lipca, 1982: Jackson, MS – Mississippi Coliseum
- 24 lipca, 1982: Biloxi, MS – Mississippi Coast Coliseum
- 27 lipca, 1982: Nashville, TN – Municipal Auditorium
- 29 lipca, 1982: Dayton, OH – Hara Arena
- 30 lipca, 1982: Louisville, KY – Freedom Hall
- 31 lipca, 1982: Fort Wayne, IN – Allen County War Memorial Coliseum
- 3 sierpnia, 1982: Rockford, IL – Rockford Metro Centre
- 4 sierpnia, 1982: Des Moines, IA – Veterans Memorial Auditorium
- 6 sierpnia, 1982: St. Louis, MO – St. Louis Arena
- 7 sierpnia, 1982: Kansas City, MO – Kemper Arena
- 8 sierpnia, 1982: Omaha, NE – Omaha Civic Auditorium
- 10 sierpnia, 1982: St. Paul, MN – St. Paul Civic Center
- 11 sierpnia, 1982: Madison, WI – Dane County Civic Coliseum
- 13 sierpnia, 1982: Detroit, MI – Cobo Hall
- 14 sierpnia, 1982: Detroit, MI – Cobo Hall
- 15 sierpnia, 1982: Detroit, MI – Cobo Hall
- 16 sierpnia, 1982: Milwaukee, WI – MECCA Arena
- 18 sierpnia, 1982: Green Bay, WI – Brown County Arena
- 19 sierpnia, 1982: Chicago, IL – International Amphitheater
- 20 sierpnia, 1982: Chicago, IL – International Amphitheater
- 21 sierpnia, 1982: Cleveland, OH – Richfield Coliseum

### Ameryka Północna USA
- 1 września, 1982: Portland, OR – Memorial Coliseum
- 2 września, 1982: Seattle, WA – Seattle Center Coliseum
- 3 września, 1982: Vancouver, BC – Pacific Coliseum
- 5 września, 1982: Fresno, CA – Selland Arena
- 7 września, 1982: Phoenix, AZ – Arizona Veterans Memorial Coliseum
- 8 września, 1982: Omaha, NE – Omaha Civic Auditorium
- 9 września, 1982: Los Angeles, CA – The Forum
- 10 września, 1982: Los Angeles, CA – The Forum
- 11 września, 1982: Los Angeles, CA – The Forum
- 14 września, 1982: San Francisco, CA – Cow Palace
- 15 września, 1982: San Francisco, CA – Cow Palace
- 17 września, 1982: Las Vegas, NV – Aladdin Theater
- 19 września, 1982: El Paso, TX – El Paso County Coliseum
- 21 września, 1982: Oklahoma City, OK – Myriad Convention Center
- 22 września, 1982: Tulsa, OK – Assembly Center
- 23 września, 1982: Houston, TX – The Summit
- 24 września, 1982: Houston, TX – The Summit
- 25 września, 1982: Shreveport, LA – Hirsch Memorial Coliseum
- 26 września, 1982: Casper, WY – Casper Events Center

### Ameryka Północna (USA\Kanada)
- 7 października, 1982: New Haven, CT – New Haven Coliseum
- 8 października, 1982: New York, NY – Madison Square Garden
- 9 października, 1982: Syracuse, NY – Carrier Dome
- 11 października, 1982: Largo, MD – Capital Center
- 12 października, 1982: Largo, MD – Capital Center
- 13 października, 1982: Uniondale, NY – Nassau Veterans Memorial Coliseum
- 14 października, 1982: Pittsburgh, PA – Civic Arena
- 15 października, 1982: East Rutherford, NJ – Meadowlands Arena
- 16 października, 1982: East Rutherford, NJ – Meadowlands Arena
- 18 października, 1982: Uniondale, NY – Nassau Coliseum
- 19 października, 1982: Philadelphia, PA – The Spectrum
- 20 października, 1982: Philadelphia, PA – The Spectrum
- 22 października, 1982: Worcester, MA – The Centrum
- 23 października, 1982: Worcester, MA – The Centrum
- 24 października, 1982: Worcester, MA – The Centrum
- 26 października, 1982: Toronto, ON – Maple Leaf Gardens
- 27 października, 1982: Montreal, QU – Montreal Forum
- 30 października, 1982: Roanoke, VA – Roanoke Civic Center
- 31 października, 1982: Hampton, VA – Hampton Coliseum
- 1 listopada, 1982: Pittsburgh, PA – Civic Arena
- 3 listopada, 1982: Atlanta, GA – The Omni
- 5 listopada, 1982: Cincinnati, OH – Riverfront Coliseum
- 6 listopada, 1982: Lexington, KY – Rupp Arena CANCELLED
- 7 listopada, 1982: Chattanooga, TN – UTC Arena
- 13 listopada, 1982: Uniondale, NY – Nassau Coliseum
- 14 listopada, 1982: East Rutherford, NJ – Meadowlands Arena
- 15 listopada, 1982: East Rutherford, NJ – Meadowlands Arena
- 18 listopada, 1982: Dallas, TX – Reunion Arena
- 19 listopada, 1982: Dallas, TX – Reunion Arena
- 20 listopada, 1982: Austin, TX – Frank Erwin Center
- 22 listopada, 1982: San Antonio, TX – Freeman Coliseum This was at the Convention Center Arena, not the Freeman Coliseum.
- 24 listopada, 1982: Wichita, KS – Kansas Coliseum
- 26 listopada, 1982: Baton Rouge, LA – Riverside Complex
- 28 listopada, 1982: Mobile, AL – Civic Center Arena
- 29 listopada, 1982: Huntsville, AL – Von Braun Civic Center
- 30 listopada, 1982: Asheville, NC – Asheville Civic Coliseum
- 2 grudnia, 1982: Memphis, TN – Mid-South Coliseum
- 4 grudnia, 1982: Johnson City, TN – Freedom Hall Civic Center
- 5 grudnia, 1982: Raleigh, NC – Reynolds Coliseum
- 7 grudnia, 1982: Lakeland, FL – Lakeland Civic Center
- 8 grudnia, 1982: Lakeland, FL – Lakeland Civic Center
- 9 grudnia, 1982: Hollywood, FL – Sport Auditorium
- 10 grudnia, 1982: Hollywood, FL – Sport Auditorium
- 11 grudnia, 1982: Jacksonville, FL – Jacksonville Coliseum

### Ameryka Południowa
- 16 stycznia, 1983: Caracas, Venezuela – Poliedro de Caracas Massakre
- 17 stycznia, 1983: Caracas, Venezuela – Poliedro de Caracas Massakre
- 18 stycznia, 1983: Caracas, Venezuela – Poliedro de Caracas Massakre
- 21 stycznia, 1983: São Paulo, Brazil – Ginásio Ibirapuera
- 22 stycznia, 1983: São Paulo, Brazil – Ginásio Ibirapuera
- 23 stycznia, 1983: São Paulo, Brazil – Ginásio Ibirapuera
- 25 stycznia, 1983: Rio de Janeiro, Brazil – Ginásio do Maracanãzinho
- 26 stycznia, 1983: Rio de Janeiro, Brazil – Ginásio do Maracanãzinho
- 27 stycznia, 1983: Rio de Janeiro, Brazil – Ginásio do Maracanãzinho
- 28 stycznia, 1983: Porto Alegre, Brazil – Estadio Gigantinho
- 29 stycznia, 1983: Porto Alegre, Brazil – Estadio Gigantinho
- 1 lutego, 1983: Porto Alegre, Brazil – Estadio Gigantinho
- 5 lutego, 1983: Montevideo, Uruguay – Estadio Centenario
- 8 lutego, 1983: Buenos Aires, Argentina – Club Obras Sanitarias
- 11 lutego, 1983: Buenos Aires, Argentina – Club Obras Sanitarias